# Дабэнькэн
Дабэнькэн (кит. 大坌坑文化) — неолитическая культура Тайваня, существовавшая в V-IV тыс. до н.э. Её носителей связывают с прародиной австронезийских языков. Основой хозяйства данной культуры было мотыжное земледелие (возделывание таро, чумизы и риса) и рыболовство. Носители культуры содержали собак. Орудия изготавливались из камня и раковин, встречается и керамика (горшки). Обнаружены специфические ожерелья из акульих зубов. Найдены косвенные свидетельства изготовления тапы. Дабэнькэн сменила более раннюю культуру Чанбинь, однако не связана с ней генетически. Истоки данной культуры обнаруживают на материковом Китае.